# متهم شد
متهم شد (به هندی: Mulzim) فیلمی محصول سال ۱۹۸۸ و به کارگردانی کی.اس. آر داس است. در این فیلم بازیگرانی همچون جیتندرا، هما مالینی، شاتورگان سینها، آمریتا سینگ، آمریتا سینگ، سورش اوبروی، قادرخان، آسرانی ایفای نقش کرده‌اند.